# Babylonská teodicea
Babylonská teodicea je akkadská báseň z 1. poloviny 11. stol. př. n. l. Obsahuje dialog v 27 strofách mezi dvěma přáteli: pochybovačem a zbožným člověkem. Autorem je kněz Saggil-Kínam-Ubbib působící na dvoře Nabukadnezara I. Dialog se vyznačuje častým opakováním a končí slovy: "Nechť mi bůh, jenž se ode mne odvrátil dopřeje pomoci. Nechť se bohyně, jež mne opustila, slituje."